# GPR151
GPR151 (англ. G protein-coupled receptor 151) – білок, який кодується однойменним геном, розташованим у людей на короткому плечі 5-ї хромосоми. Довжина поліпептидного ланцюга білка становить 419 амінокислот, а молекулярна маса — 46 637.
| 10         |  | 20         |  | 30         |  | 40         |  | 50         |
| ---------- |  | ---------- |  | ---------- |  | ---------- |  | ---------- |
| MLAAAFADSN |  | SSSMNVSFAH |  | LHFAGGYLPS |  | DSQDWRTIIP |  | ALLVAVCLVG |
| FVGNLCVIGI |  | LLHNAWKGKP |  | SMIHSLILNL |  | SLADLSLLLF |  | SAPIRATAYS |
| KSVWDLGWFV |  | CKSSDWFIHT |  | CMAAKSLTIV |  | VVAKVCFMYA |  | SDPAKQVSIH |
| NYTIWSVLVA |  | IWTVASLLPL |  | PEWFFSTIRH |  | HEGVEMCLVD |  | VPAVAEEFMS |
| MFGKLYPLLA |  | FGLPLFFASF |  | YFWRAYDQCK |  | KRGTKTQNLR |  | NQIRSKQVTV |
| MLLSIAIISA |  | LLWLPEWVAW |  | LWVWHLKAAG |  | PAPPQGFIAL |  | SQVLMFSISS |
| ANPLIFLVMS |  | EEFREGLKGV |  | WKWMITKKPP |  | TVSESQETPA |  | GNSEGLPDKV |
| PSPESPASIP |  | EKEKPSSPSS |  | GKGKTEKAEI |  | PILPDVEQFW |  | HERDTVPSVQ |
| DNDPIPWEHE |  | DQETGEGVK  |  |            |  |            |  |            |

A: Аланін

C: Цистеїн

D: Аспарагінова кислота

E: Глутамінова кислота

F: Фенілаланін

G: Гліцин

H: Гістидин

I: Ізолейцин

K: Лізин

L: Лейцин

M: Метіонін

N: Аспарагін

P: Пролін

Q: Глутамін

R: Аргінін

S: Серин

T: Треонін

V: Валін

W: Триптофан

Кодований геном білок за функціями належить до рецепторів, g-білокспряжених рецепторів, білків внутрішньоклітинного сигналінгу. 
Задіяний у такому біологічному процесі, як поліморфізм. Локалізований у клітинній мембрані, мембрані.